# Quercusia quercus
Quercusia quercus är en fjärilsart som beskrevs av Carl von Linné 1758. Quercusia quercus ingår i släktet Quercusia och familjen juvelvingar. Inga underarter finns listade.